# San Isidro kommun, Intibucá
San Isidro är en kommun i Honduras.   Den ligger i departementet Departamento de Intibucá, i den västra delen av landet, 110 km nordväst om huvudstaden Tegucigalpa. Antalet invånare är 3 062. Arean är 72 kvadratkilometer.
Terrängen i San Isidro är huvudsakligen kuperad, men söderut är den bergig.